# マルチプルアーチダム
マルチプルアーチダムとは、アーチ止水壁が複数連なるダム。多連式アーチダムとも呼ばれる。現在はコンクリートを主要材料として使用する。
アーチ式コンクリートダムの一型式。ダム建設地点の両岸基礎岩盤が堅固な反面、河谷が広大で単一のアーチ式では建設できない地点に建設される。アーチ止水壁が複数連なるダムでバットレスダムに近い。安定性に関しては単一のアーチ式に劣り、比較的地震に弱い。この方式は建設実績は少なく、日本では2基のみが存在する。

## マルチプルアーチダム一覧

### 日本
15m以下の堰だと 島根県出雲市にある神戸堰(かんどぜき)がある。
| 所在地 | 水系名 | 一次 支川名 （本川） | 二次 支川名 | 三次 支川名 | ダム名     | 堤高 (m) | 総貯水 容量 （千m3） | 管理主体 | 備考       |
| ------ | ------ | -------------------- | ----------- | ----------- | ---------- | -------- | -------------------- | -------- | ---------- |
| 香川県 | 柞田川 | 柞田川               | －          | －          | 豊稔池ダム | 32.3     | 1,643                | 香川県   | 重要文化財 |
| 宮城県 | 名取川 | 広瀬川               | 大倉川      | －          | 大倉ダム   | 82.0     | 28,000               | 宮城県   | 建設省施工 |